# 霍营街道
霍营街道是北京市昌平区下辖的街道。2012年12月31日，霍营街道正式从原东小口地区分出，街道办事处暂驻黄平路207号，辖区东至霍营村界，西至回龙观小区，南至霍营兰各庄村界，北至回南北路。

## 名称
民间传说霍营在清朝即已成村，最初称“火烧营”，后因村内多为霍姓人家而改称霍家营，此后逐渐被简化为“霍营”。20世纪80年代昌平县曾设有霍营乡，1999年并入东小口镇，2012年正式成立霍营街道。

## 行政区划
霍营街道目前下辖以下村级单位：
华龙苑南里社区、华龙苑北里社区、蓝天园社区、天鑫家园社区、霍营小区社区、上坡佳园社区、华龙苑中里社区、龙回苑社区、和谐家园社区、田园风光雅苑社区、龙锦苑一区社区、龙锦苑东一区社区、龙锦苑东二区社区、龙锦苑东五区社区、龙锦苑东三区社区、龙锦苑东四区社区、紫金新干线社区和流星花园社区